# 1309 (numero)
Milletrecentonove è il numero naturale dopo il 1308 e prima del 1310.